# Sulamith. Zeitschrift zur Beförderung der Kultur und Humanität unter der jüdischen Nation
Sulamith. Zeitschrift zur Beförderung der Kultur und Humanität unter der jüdischen Nation war der Titel der ersten jüdischen Zeitschrift in deutscher Sprache.
Der Titel griff programmatisch den Namen der Sulamith ([ʃʊlɑ'mɪt], hebräisch שולמית), dt. „die Friedfertige“ aus dem Hohelied auf. Die Zeitschrift hatte wechselnde Untertitel:
- Eine Zeitschrift zur Beförderung der Kultur und Humanität unter der jüdischen Nation bzw.
- Eine Zeitschrift zur Beförderung der Kultur und Humanität unter den Israeliten.

Begründet wurde sie von David Fränkel gemeinsam mit Joseph Wolf (1762–1826). Herausgegeben von Fränkel, erschien sie zwischen 1806 und 1843 in unregelmäßigen Abständen, in insgesamt neun Jahrgängen.
Zwischen 1808 und 1813 diente Sulamith de facto als Zeitschrift des jüdischen Konsistoriums im Königreich Westphalen (Royaume de Westphalie), die zu einem praktischen Werkzeug zur Verbreitung der Ideen ihrer Herausgeber wurde.
Sie war die erste deutschsprachige Zeitschrift, die sich an eine jüdische Leserschaft richtete. Sie adressierte auch nicht-jüdische Gebildete und veröffentlichte Texte nicht-jüdischer Autoren. Den Idealen Moses Mendelssohns verpflichtet, propagierte sie ein säkulares, tolerantes und weltoffenes Judentum und die religiöse und kulturelle Erneuerung der „jüdischen Nation“.